# Hot Action Cop

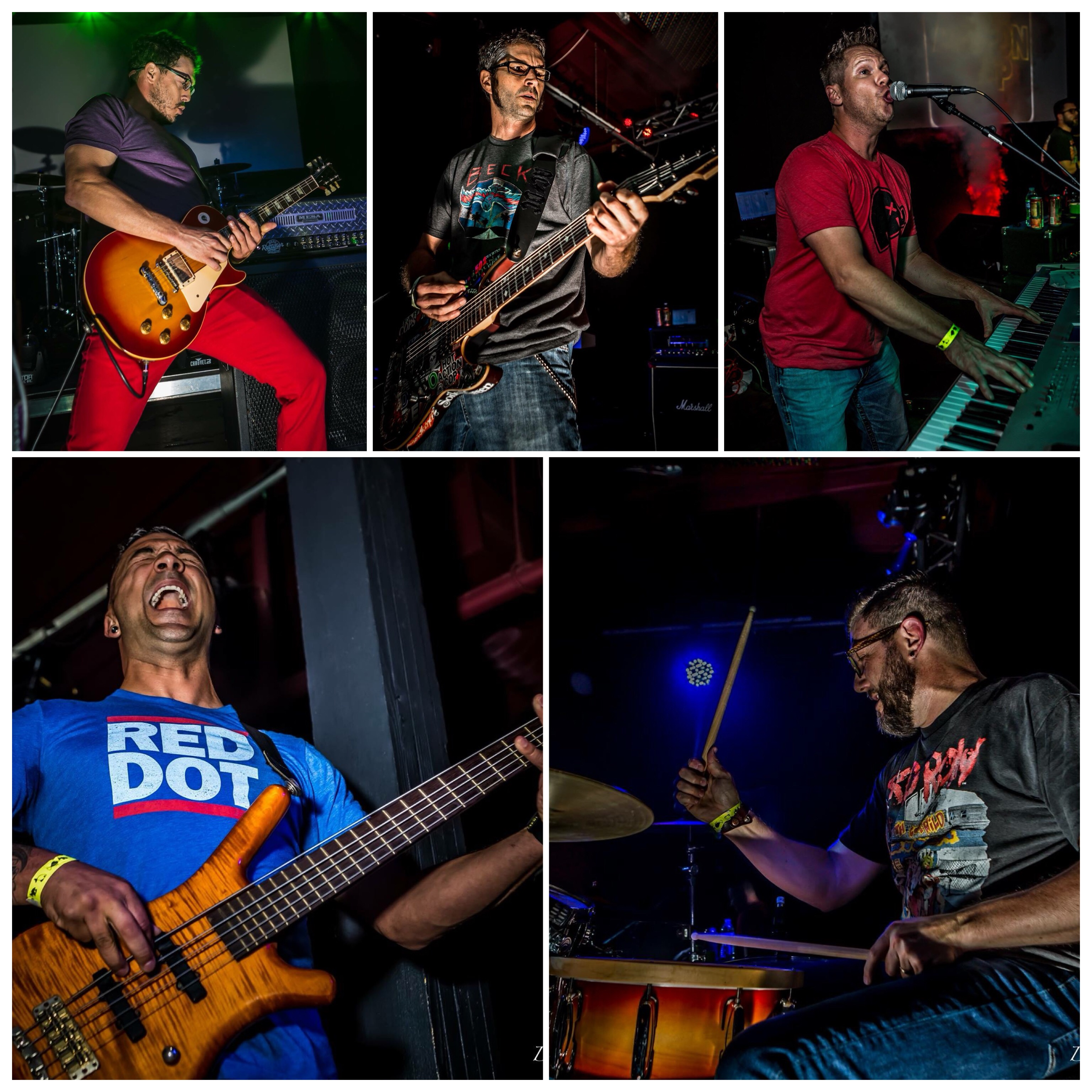
Hot Action Cop (2017)

Hot Action Cop ist eine US-amerikanische Rockband aus Nashville, Tennessee, die von Rob Werthner gegründet wurde. Ihr Debütalbum „Hot Action Cop“ erschien 2003. Außerdem spielte die Band einige Titel für Soundtracks ein, z. B. für American Pie 3, Need for Speed: Hot Pursuit 2 und Swat.

## Geschichte
Sänger Rob Werthner hat eine beachtliche Anzahl an musikalischen Einflüssen. So findet sich in dem Sound der Band jede Menge von Fishbone und den Red Hot Chili Peppers wieder, gepaart mit harmonischen Sounds. Im selbstbetitelten Debütalbum finden sich so Hip-Hop-Sounds und Punk wieder.
Zum Thema „Woher kommt der Bandname?“ sagte Frontman Werthner:
„Ich wollte einen Namen mit ein wenig Respektlosigkeit, der die Leute zum Nachdenken bringt. In den frühen 1990er Jahren war bei der NYPD (New York Police Department) ein Typ, der eine voll ausgeprägte Vokuhila Frisur trug. Das war so out, dass wir ihn nur noch Hot Action Cop nannten.“
Werthner spielte damals erst in New York, bevor er nach Tennessee zog. Tennessee ist wesentlich kleiner, weswegen er sich erhoffte dort schneller bekannt zu werden. So erzählt er auch, dass er in Nashville seine beste Zeit hatte. Er konnte sich auf seine Sachen konzentrieren. Auch die Menschen dort waren ganz anders. Im Gegensatz zu New York City lebten die Menschen in Nashville einfach, ohne sich Gedanken über ihr Aussehen zu machen. Vor zwei Jahren dann, hatte er einige Songs fertiggestellt, als das Telefon klingelte und er eine Band zusammenstellen musste.
Schlagzeuger Kory Knipp und Bassist Luis Espaillat kamen zu Werthner ins Studio, als er dort einige Lieder aufnahm. Sie halfen bei einigen Tracks mit, und Werthner gefiel ihre Einstellung, so dass er sie als Bandmitglieder engagierte. Tim Flaherty kam schließlich als Gitarrist hinzu. Die Songtexte zum Album Hot Action Cop stammen aus Werthners verzweifeltem Liebesleben und sind seine direkte Reaktion auf die vielen Frauen, mit denen er ein Date hatte. So erzählt er: „Als ich nach Tennessee zog, trennte ich mich von der Frau, mit der ich hergekommen war. Ich hatte Verabredungen mit sieben verschiedenen Frauen gleichzeitig – es war alptraumhaft. Ich sagte ihnen geradeheraus, dass ich mich noch mit anderen Leuten treffe, und die Mädchen erzählten alle, dass es ihnen nichts ausmacht, bis sie plötzlich offenbarten, dass es sie doch stört.“
Manchmal beginnen sie spontan zu „jammen“ und werfen ein paar Coverversionen ein. Zum Beispiel spielen sie dann härtere Versionen der Lieder Comfortably Numb von Pink Floyd oder Could You Be Loved von Bob Marley.

## Mitglieder
- Rob Werthner (Gesang)
- Tim Flaherty (Gitarre)
- Juan Chavolla (Bass)
- Gary Shaine (Schlagzeug)

## Diskografie

### Studioalben
| Jahr | Titel          | Höchstplatzierung, Gesamtwochen, AuszeichnungChartplatzierungen (Jahr, Titel, Platzierungen, Wochen, Auszeichnungen, Anmerkungen) | Höchstplatzierung, Gesamtwochen, AuszeichnungChartplatzierungen (Jahr, Titel, Platzierungen, Wochen, Auszeichnungen, Anmerkungen) | Höchstplatzierung, Gesamtwochen, AuszeichnungChartplatzierungen (Jahr, Titel, Platzierungen, Wochen, Auszeichnungen, Anmerkungen) | Höchstplatzierung, Gesamtwochen, AuszeichnungChartplatzierungen (Jahr, Titel, Platzierungen, Wochen, Auszeichnungen, Anmerkungen) | Höchstplatzierung, Gesamtwochen, AuszeichnungChartplatzierungen (Jahr, Titel, Platzierungen, Wochen, Auszeichnungen, Anmerkungen) | Anmerkungen                |
| Jahr | Titel          | DE | AT | CH | UK | US | Anmerkungen                |
| ---- | -------------- | --- | --- | --- | --- | --- | -------------------------- |
| 2003 | Hot Action Cop | DE88 (1 Wo.)DE | AT55 (2 Wo.)AT | — | — | — | Erstveröffentlichung: 2003 |

Weitere Veröffentlichungen
- 2002: Nutbag (EP)
- 2009: 2009 (EP)
- 2014: Listen Up!
- 2016: Record Player
- 2021: Dirt Bike Rider

### Singles (Charterfolge)
| Jahr | Titel Album                        | Höchstplatzierung, Gesamtwochen, AuszeichnungChartplatzierungen (Jahr, Titel, Album, Platzierungen, Wochen, Auszeichnungen, Anmerkungen) | Höchstplatzierung, Gesamtwochen, AuszeichnungChartplatzierungen (Jahr, Titel, Album, Platzierungen, Wochen, Auszeichnungen, Anmerkungen) | Höchstplatzierung, Gesamtwochen, AuszeichnungChartplatzierungen (Jahr, Titel, Album, Platzierungen, Wochen, Auszeichnungen, Anmerkungen) | Höchstplatzierung, Gesamtwochen, AuszeichnungChartplatzierungen (Jahr, Titel, Album, Platzierungen, Wochen, Auszeichnungen, Anmerkungen) | Höchstplatzierung, Gesamtwochen, AuszeichnungChartplatzierungen (Jahr, Titel, Album, Platzierungen, Wochen, Auszeichnungen, Anmerkungen) | Anmerkungen                    |
| Jahr | Titel Album                        | DE | AT | CH | UK | US | Anmerkungen                    |
| ---- | ---------------------------------- | --- | --- | --- | --- | --- | ------------------------------ |
| 2003 | Fever for the Flava Hot Action Cop | DE56 (7 Wo.)DE | AT48 (5 Wo.)AT | — | UK41 (2 Wo.)UK | — | Erstveröffentlichung: Mai 2003 |